# Dyanik Zurakowska
Dyanik Zurakowska (Lubumbashi, 22 marzo 1947 – Vélez-Málaga, 24 gennaio 2011) è stata un'attrice belga.

## Biografia
Nata nel Congo Belga, inizia a lavorare nel cinema spagnolo a metà degli anni sessanta e nei successivi anni lavora in film di genere diverso ma prevalentemente spaghetti-western.

## Filmografia parziale

### Cinema
- Las vidas que tú no conoces, regia di Félix Acaso e Juan Logar - cortometraggio (1965)
- Navajo Joe, regia di Sergio Corbucci (1966)
- ...e divenne il più spietato bandito del sud (El Hombre que mató a Billy el Niño), regia di Julio Buchs (1967)
- Due croci a Danger Pass, regia di Rafael Romero Marchent (1967)
- Bang Bang Kid, regia di Giorgio Gentili (1967)
- Tecnica di una spia, regia di Alberto Leonardi (1967)
- Ringo, il cavaliere solitario (Dos hombres van a morir), regia di Rafael Romero Marchent (1968)
- I morti non si contano, regia di Rafael Romero Marchent (1968)
- Le notti di Satana (La marca del Hombre Lobo), regia di Enrique L. Eguiluz (1968)
- Ad uno ad uno... spietatamente (Uno a uno sin piedad), regia di Rafael Romero Marchent (1968)
- Adios Cjamango! (Los rebeldos de Arizona), regia di José Maria Zabalza (1970)
- El coleccionista de cadáveres, regia di Santos Alcocer e di Edward Mann (1971)
- L'orgia dei morti (La orgía de los muertos), regia di José Luis Merino (1973)
- L'ala o la coscia? (L'Aile ou la cuisse?), regia di Claude Zidi (1976)